# Floris von Rosemund
Floris von Rosemund is een Duitse televisieserie uit 1975 in 19 afleveringen. Het is een herverfilming van de Nederlandse serie Floris uit 1969, van Paul Verhoeven en Gerard Soeteman met Rutger Hauer in de hoofdrol. Het was een West-Duitse productie; de Oost-Duitse televisie zou twee jaar later nog de originele Nederlandse serie nasychroniseren en uitzenden onder de titel Floris - Der Mann mit dem Schwert.
Rutger Hauer speelde ook in de Duitse serie de hoofdrol, hoewel zijn stem werd ingesproken. De rol van Sindala werd echter overgenomen door de Duitse acteur Derval de Faria. De serie werd geregisseerd door Ferry Radax, en volgde het scenario dat door Soeteman was geschreven in 1967. De buitenopnamen werden in Hongarije gedraaid. Anders dan de Nederlandse zwart-wit serie, is de Duitse serie opgenomen op 16mm kleurenfilm. In 2014 is de serie in Duitsland op DVD uitgebracht door Pidax (zonder ondertiteling).

## Afleveringen
Deze serie heeft negentien afleveringen, zeven meer dan het Nederlandse origineel. De meeste daarvan waren in Nederland en/of Vlaanderen in stripvorm verschenen, zoals Het goud van de alchemist. De geschenken van de hertog en Vier vreemde pelgrims/Pelgrims voor de Madonna waren daarnaast ook op langspeelplaat uitgebracht, en Het gericht was in Nederland gedeeltelijk opgenomen, maar nooit afgemaakt. Daarentegen is De Wonderdoener niet gebruikt voor een Duitse aflevering. Die Hochzeit (De bruiloft) tot slot lijkt niet overeen te komen met een stripverhaal, en is dus een nieuwe toevoeging. 
1. Wallfahrer für die Madonna (Vier vreemde pelgrims/Pelgrims voor de Madonna)
2. Das gestohlene Schloß (Het gestolen kasteel)
3. Die schwarzen Kugeln (De zwarte kogels)
4. Brennende Wasser (Het brandende water)
5. Der Goldmacher (Het goud van de alchemist)
6. Der kupferne Hund (De koperen hond)
7. Der Teufelsmaler (De duivelse schilder)
8. Die Geschenke des Herzogs (De geschenken van de hertog)
9. Die Alraune (De alruin)
10. Der byzantinische Becher (De Byzantijnse beker)
11. Die drei Narren (De drie narren)
12. Im Zeichen des Bösen (In het teken van het kwaad)
13. Das Gericht (Het gericht)
14. Die Helden von Rosemund (De helden van Rosemondt)
15. Die Hochzeit (De bruiloft)
16. Die Wassergeister (De watergeesten)
17. Das Friedenslied (Het vredeslied)
18. Die Spuren der Künste (De sporen van de kunsten)
19. Rum für den langen Pier (Rum voor Lange Pier)